# Język pilagá
Język pilagá, także pilaca – zagrożony wymarciem język z grupy języków guaicurú, którym posługują się Indianie zamieszkujący środkową i zachodnią część argentyńskiej prowincji Formosa w dolinach rzek Bermejo i Pilcomayo oraz prowincje Chaco i Salta.
W 2004 roku 4 tys. osób używało języka pilagá.